# Renan Contar
Renan Barbosa Contar (Campinas, 25 de desembre de 1983) és un polític brasiler, diputat estatal per Mato Grosso do Sul.
És fill de René Roberto Contar i Miriam Machado Barbosa Contar, i el seu avi patern era d'origen libanès. Va establir-se a Campo Grande després de graduar-se a l'Acadèmia Militar d'Agulhas Negras. Està casat amb Iara Diniz i té rang de capità de l'exèrcit brasiler.
L'any 2018 es va presentar a les eleccions a l'Asamblea Legislativa de Mato Grosso do Sul, sent-ne el candidat més votat per la legislatura 2019-2022. En les eleccions de 2022, va candidatar-se al càrrec de governador de l'estat. En el primer torn, va obtenir el 26,71% dels votos, mentre que Eduardo Riedel en va aconseguir el 25,16%. En la segona volta, celebrada el 30 d'octubre, Riedel va donar la volta i va superar Contar (56,90% i 43,10%, respectivament).